# Młyn kulowy

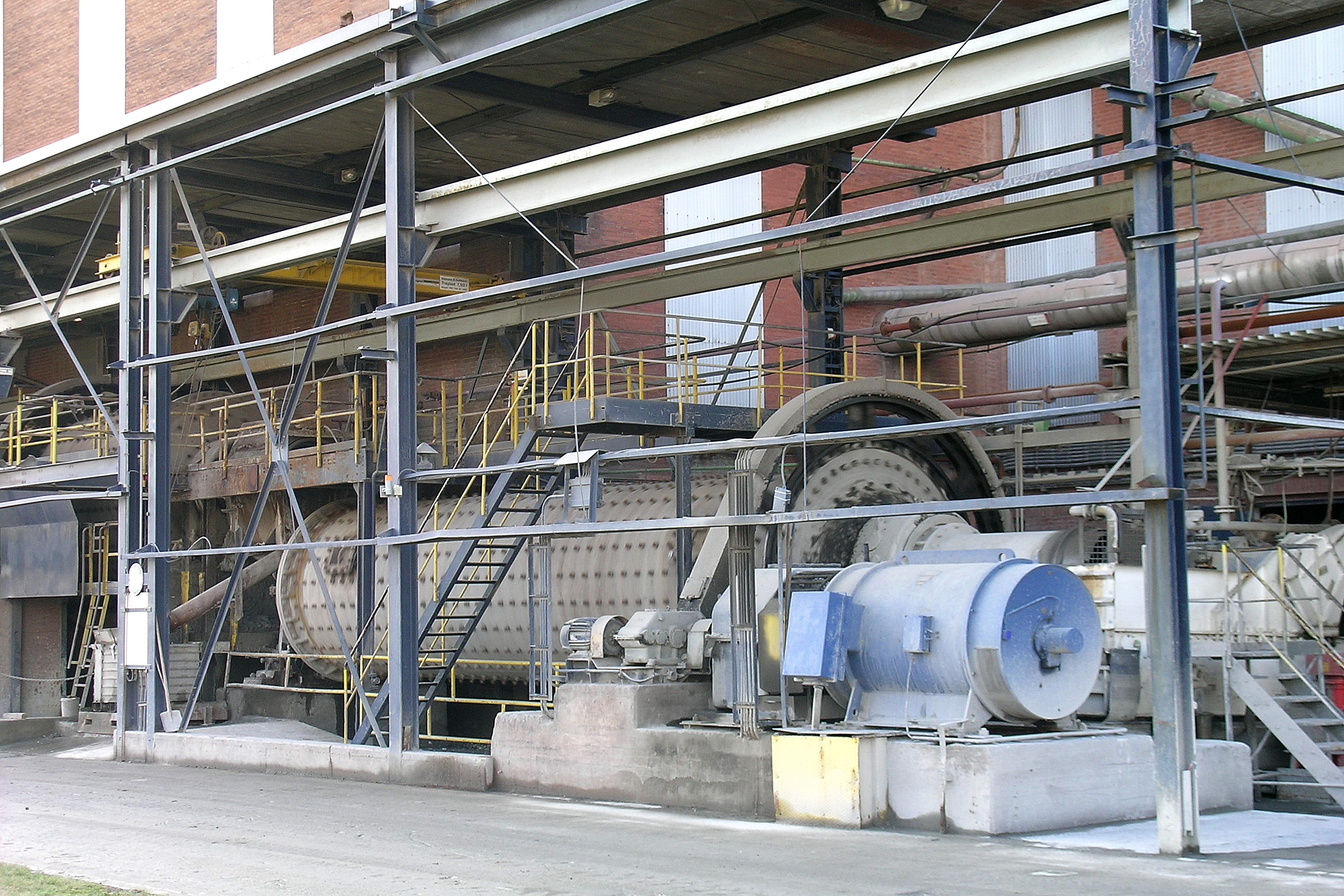
Przemysłowy młyn kulowy

Młyn kulowy to odmiana młyna, w którym funkcję mielników spełniają kule o różnych średnicach, wykonane z twardego materiału o dużej gęstości, takiego jak stal czy ceramika. Młyny tego typu służą do mielenia na sucho lub mokro surowców średniotwardych i miękkich – stosuje się je do przeróbki rud lub do przerobu odpadów wielkogabarytowych (np. zgarów pochodzących z odlewnictwa metali nieżelaznych), a także w przemyśle cementowym, ceramicznym i w energetyce (spalanie pyłu węglowego i przygotowanie sorbentu do instalacji odsiarczania spalin).

Zasada działania młyna kulowego

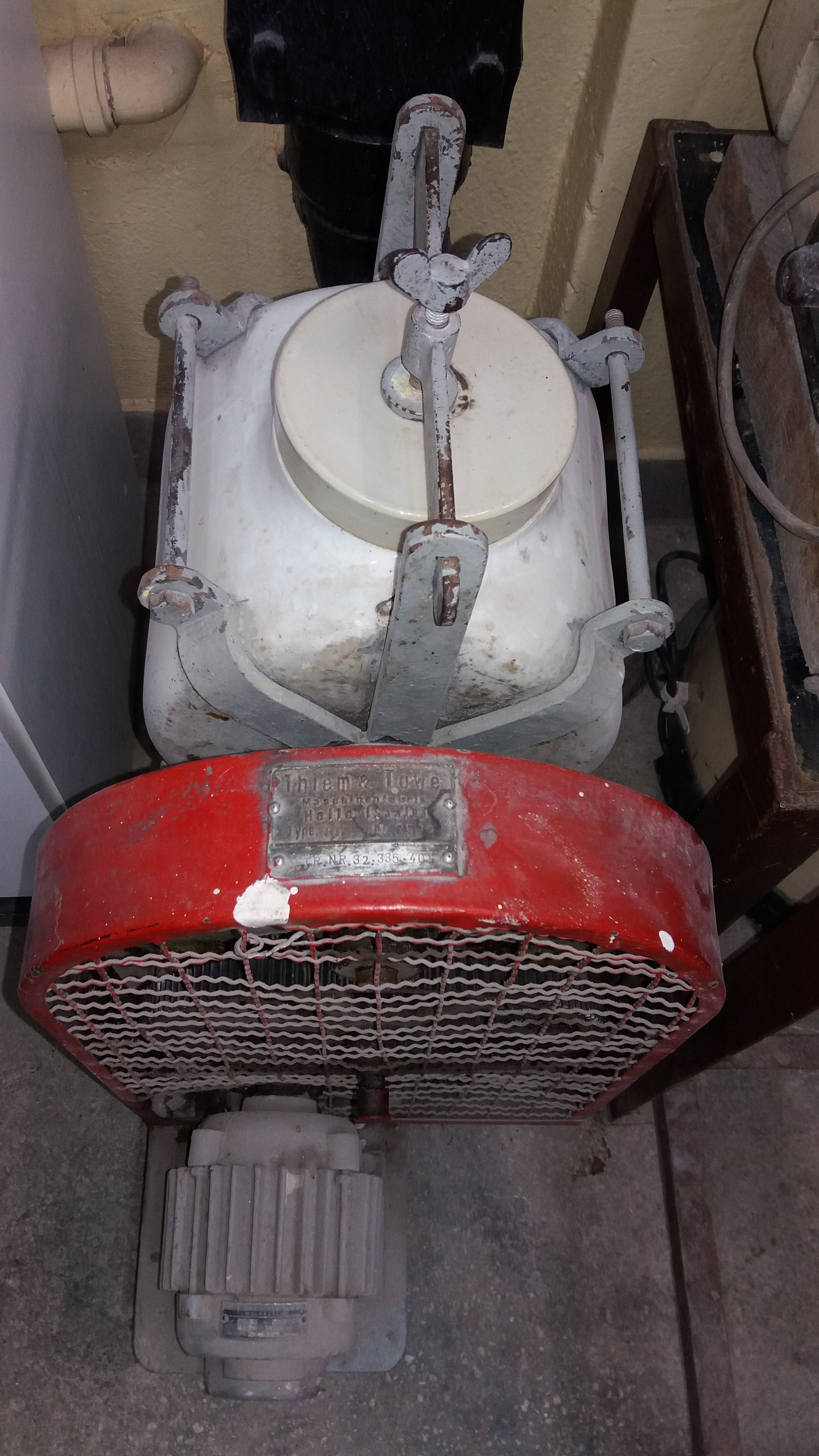
Ceramiczny młyn kulowy Thiem&Towe Halle, przed 1945. Widoczna pokrywa wirującej komory młyna z ceramicznymi kulami wewnątrz. Ze zbiorów Wydziału Chemicznego Politechniki Gdańskiej

Młyny kulowe są często używane w pirotechnice. Jako części mielące (mielniki) stosowane są kule lub wałki ze stopów metali nieiskrzących (ze względu na niebezpieczeństwo wybuchu), np. kule ze stopu ołowiu z antymonem.